# Partido Republicano (Argentina, 1902)
El Partido Republicano fue un partido político argentino que existió entre 1902 y 1909, que no debe ser confundido con el partido del mismo nombre que existió en 1877 y 1878. Surgió tras la disolución de la Unión Cívica Nacional a causa del retiro político de Bartolomé Mitre en junio de 1902, cuando un sector del partido, el Club Popular, liderado por su hijo  Emilio Mitre, director del influyente diario La Nación y opositor a seguir la política del Acuerdo con el roquismo, fundó el nuevo partido como una alternativa al régimen fraudulento roquista, que gobernó sin alternancias, a través del Partido Autonomista Nacional (PAN), conformando un virtual régimen de partido único. Pese a ser vencido con amplitud en las elecciones presidenciales de 1904, logró constituirse en una fuerza con proyección nacional en 1906, de la mano de la alianza con Carlos Pellegrini y la línea «modernista» que lideraba dentro del PAN. Pero las muertes sucesivas de Pellegrini y Emilio Mitre, llevaron a la disolución del proyecto. Hacia 1910, sus dirigentes y adherentes ingresarían en la Unión Cívica, partido creado por Guillermo Udaondo para agrupar a las fuerzas mitristas con miras a las elecciones presidenciales que tendrían lugar ese año.

## Historia (1902-1909)
El 31 de mayo de 1902, Bartolomé Mitre renuncia a su cargo como senador nacional por la provincia de Buenos Aires, afirmando en su carta que "hacía tiempo que había dado por terminada su actuación pública" y lo habría hecho antes de no haberse movido a responder en "homenaje al acuerdo de las diversas opiniones de todos los partidos de principios, que se inspiraron en sentimiento nacional al dispensarle sus votos" haciendo referencia a su reelección como senador en 1901. El Senado le rechazo la renuncia pero Mitre volvió a insistir en su renuncia en otra carta el 4 de junio en la que decía que esa era su "resolución definitiva, maduramente meditada, como necesidad impuesta por la ley del tiempo" , y al día siguiente el Senado aceptó su renuncia. Por lo tanto la carrera política de Mitre terminaba ese día y la Unión Cívica Nacional, partido que lideraba, se disuelve. 
Los amigos del general Mitre lamentaron su alejamiento, pero decididos a no abandonar la acción cívica, apretaron sus filas y resolvieron organizarse, e interpretando esta común voluntad un grupo de ellos, que estaba agrupado en el sector del Club Popular de la Unión Cívica Nacional, se reunió el 14 de junio de 1902 en la casa de Tomás R. Cullen y dispuso: "Promover un movimiento popular para organizar las fuerzas cívicas, con el propósito de concurrir como partido de principios, con sus elementos propios de opinión y con los que acepten su programa a la vida activa política de la Nación". 
Una comisión formada por Emilio Mitre, Guillermo Udaondo, Tomás R. Cullen, Norberto Piñero y Juan Carballido fue designada para proyectar el nuevo partido al que primitivamente llamaron "Reacción Cívica". 
El 21 de junio de 1902 se realizó una reunión en el Operai Italiani de la Capital Federal donde se habían concentrado unas 500 personas en pro de la formación del nuevo partido político. Allí expusieron su finalidad Emilio Mitre, José León Suárez, Juan M. Garro, Juan Carballido, Mariano Candioti y el diputado Carlos Gómez. Se formó una comisión provisoria encabezada por José Evaristo Uriburu la que dio un manifiesto cuyas ideas centrales eran: 1) Despertar las fuerzas cívicas y agruparlas en un nuevo partido con el propósito de moralizar la vida política. 2) Restablecer el imperio del sufragio e implantar el Registro Cívico permanente para amparar al ciudadano en sus derechos. 3) Reunir una convención para que designe candidatos para Presidente y Vicepresidente para las elecciones de 1904. 4) Restablecer el imperio de la Constitución y el respeto de las autonomías provinciales. Posteriormente la agrupación se denominó Partido Republicano, siendo su presidente don Guillermo Udaondo.
Según La Nación, el nacimiento contaba con la anuencia del general Mitre: «Ha dicho que en su opinión el movimiento es inevitable porque llega en su momento preciso y porque se impone la formación de un gran partido nacional de principios, que discipline bajo su bandera las fuerzas populares para la lucha democrática".
El partido estaba integrado en su mayoría por exmiembros del sector del Club Popular de la Unión Cívica Nacional como Emilio Mitre, José Evaristo Uriburu, Antonio Bermejo, Guillermo Udaondo, Santiago O'Farrell, Leopoldo Basavilbaso, Norberto Piñero, Juan Carballido, Emilio Frers, Mariano J. Paunero, Miguel Tedín, el general Joaquín Viejobueno y otros, y por antiguos dirigentes de la Unión Cívica Radical como Lisandro de la Torre, Juan M. Garro, Mariano Candioti, Abel Pardo, Eleodoro Lobos, Rafael Herrera Vegas, entre otros.
En las elecciones presidenciales de 1904 presentó la fórmula José Evaristo Uriburu-Guillermo Udaondo siendo derrotados por Manuel Quintana y José Figueroa Alcorta.
En las elecciones legislativas de 1906 el Partido Republicano, en alianza con el Partido Autonomista liderado por Carlos Pellegrini, con los radicales bernardistas que respondían a Bernardo de Irigoyen y con los amigos políticos del senador Benito Villanueva , se presentó como "Coalición Popular" en la ciudad de Buenos Aires, ganando las 9 bancas en disputa entre las que se encontraban las de los dirigentes republicanos Emilio Mitre, Santiago O'Farrell y Antonio F. Piñero, quienes ingresaron al Congreso como diputados nacionales.
En las elecciones legislativas de 1908 el Partido Republicano ingreso en una alianza con los elementos roquistas del PAN, pero denunciando la política de fraude e influencia desarrollada desde la presidencia de José Figueroa Alcorta, deciden abstenerse de participar.
El fallecimiento de Emilio Mitre, quien era el hombre que mayor probabilidad tenía de ser presidente por la oposición en 1910, en mayo de 1909 terminaría por liquidar el Partido Republicano, disolviéndose el 19 de junio de 1909 cuando elementos ajenos al partido promovieron un movimiento de opinión auspiciando el nombre de Guillermo Udaondo, presidente del Partido Republicano, para la presidencia de la Nación, quien aceptó dicha propuesta y resolvió la disolución del partido. El movimiento que levantaba la candidatura de Udaondo tomó cuerpo en la Capital Federal y en la provincia de Buenos Aires y se convirtió en un nuevo partido político llamado Unión Cívica, al cual la mayoría de los dirigentes y afiliados republicanos adhirió.